# Nikolai Alexejewitsch Nekrassow

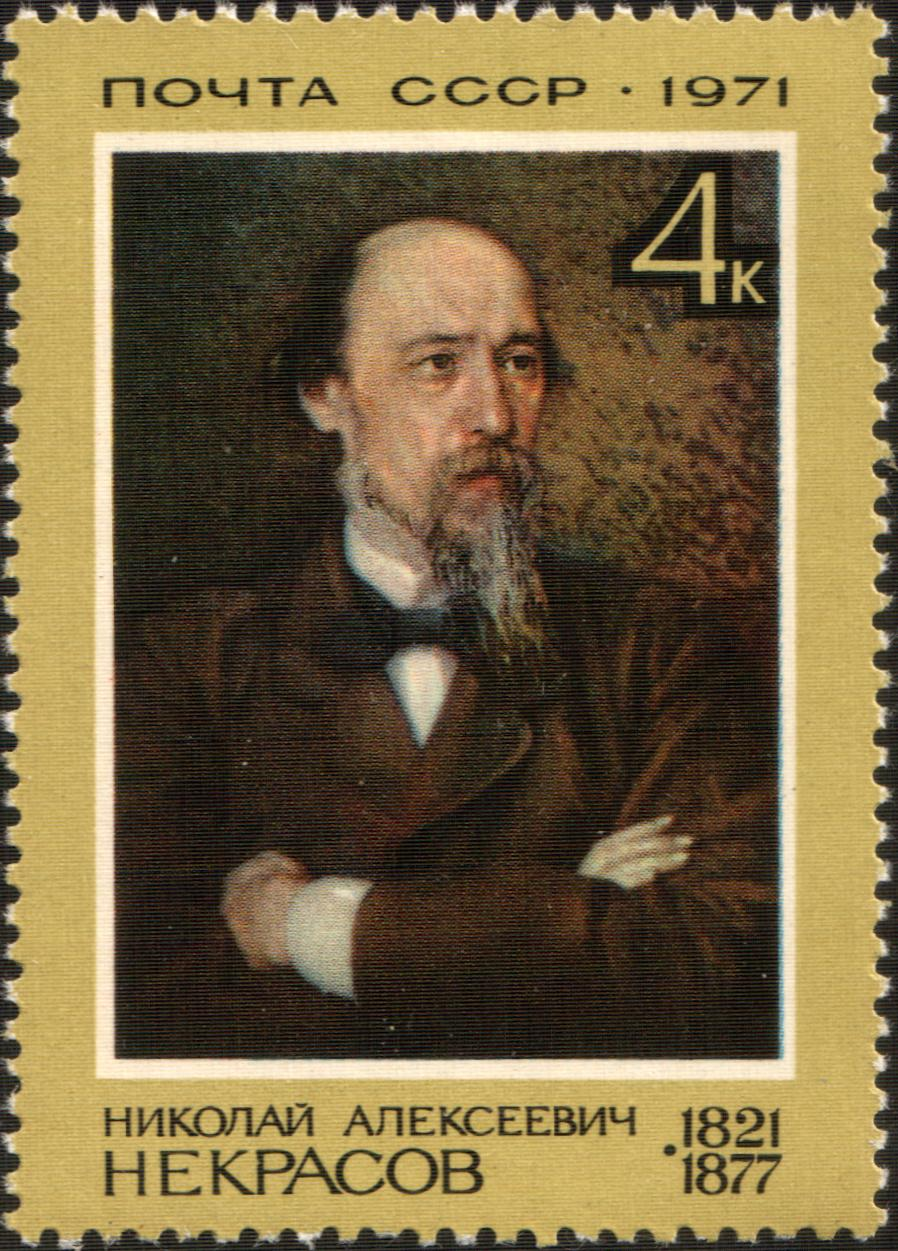
N. A. Nekrassow auf einer sowjetischen Briefmarke (1971)

Nikolai Alexejewitsch Nekrassow (russisch Николай Алексеевич Некрасов, wiss. Transliteration Nikolaj Alekseevič Nekrasov; * 28. Novemberjul. / 10. Dezember 1821greg. in Nemirowo; † 27. Dezember 1877jul. / 8. Januar 1878greg. in Sankt Petersburg) war ein russischer Dichter und Publizist.

## Leben
Nekrassow war der Sohn eines Offiziers. Mit 16 Jahren verließ er das Gymnasium und trat ins Militär ein, bereitete sich dann aber auf Wunsch seines Vaters doch auf ein Studium vor. Nachdem er die Aufnahmeprüfung nicht bestanden hatte, war er von 1839 bis 1841 Gasthörer an der Philologischen Fakultät der Universität St. Petersburg. Aus finanziellen Gründen musste er das Studium abbrechen und fristete dann zunächst als Journalist sein Leben. Nach dem Erfolg seiner ersten Gedichte wurde er, von Wissarion Belinski gefördert, Mitarbeiter der Otetschestwennye Sapiski. 1846 gründete er die kurzlebige Zeitschrift Peterburgski Sbornik, erwarb aber noch im selben Jahr die Zeitschrift Sowremennik, die er zu einer der führenden Publikationen seiner Zeit machte. 1866 musste er die Zeitschrift verkaufen, ab 1875 war er schwer krank.
Dostojewskij widmete ihm in seinem Tagebuch eines Schriftstellers einen ausführlichen Nachruf.

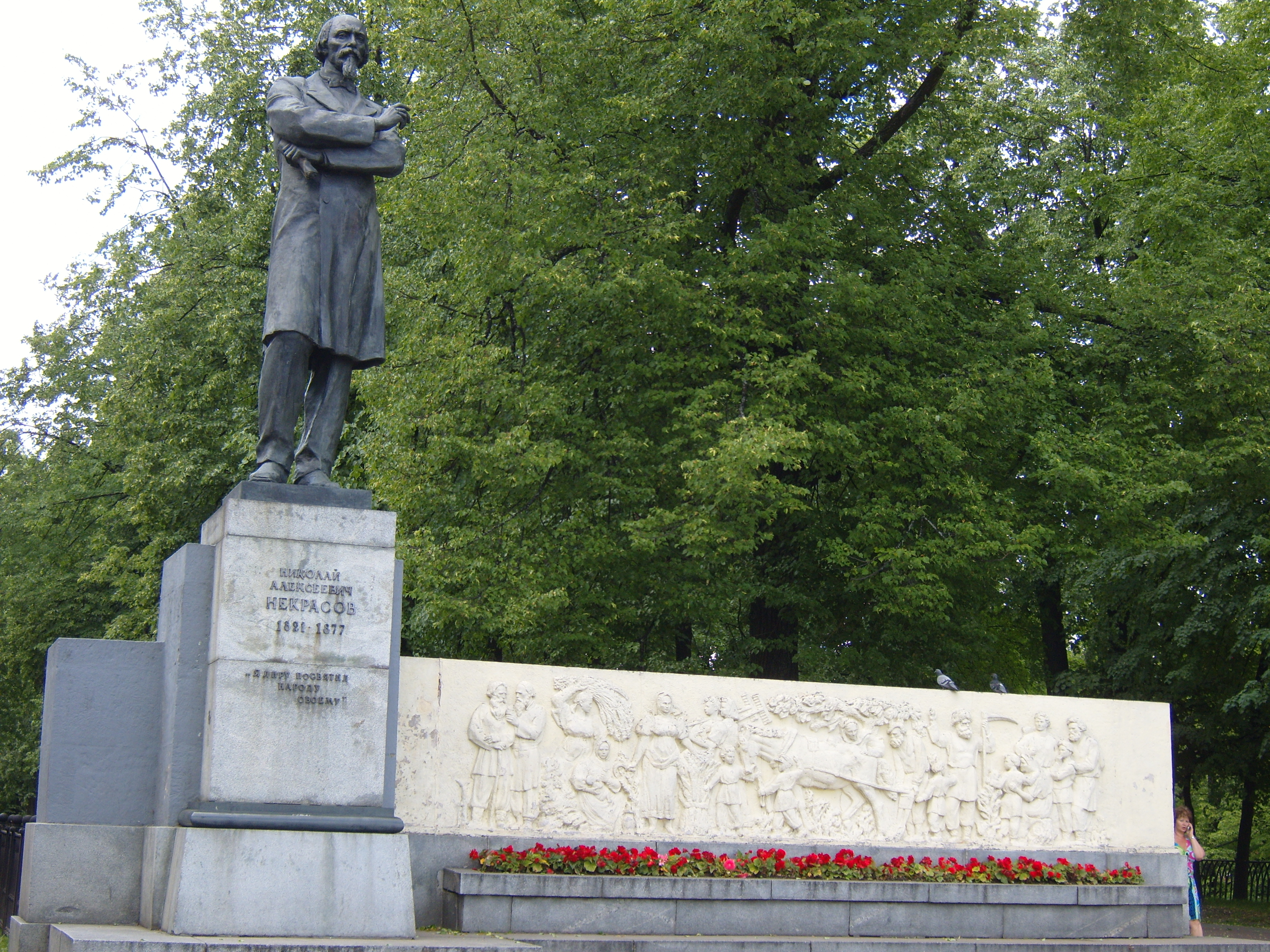
Nekrassow-Denkmal (L. M. Pissarewski, 1958), Jaroslawl

Nekrassow gilt als der wichtigste russische Lyriker des Realismus. Ein Großteil seiner Gedichte befasst sich mit sozialen Themen, insbesondere auch mit dem Leben der russischen Bauern nach der Aufhebung der Leibeigenschaft.
Nekrassow wurde sogar auf einer modernen russischen Münze in Silber verewigt
und der Asteroid (2907) Nekrasov nach ihm benannt.

## Trivia
In Dostojewskijs Roman Die Brüder Karamasow referiert Iwan in einem Gespräch mit seinem jüngeren Bruder Aljoscha ein ungenanntes Gedicht von Nekrassow, um daran die Gewalttätigkeit als eine in der russischen Mentalität tradierte Verhaltensweise zu illustrieren. Er zitiert mehrmals den Vers, darin der Bauer mit seiner Peitsche auf das Auge des Pferdes prügelt. Die Geschichte wie das Zitat sind aus dem 2. Teil des Gedichtes До сумерек. Die Geschichte wurde später zu einer Legende, wonach der deutsche Philosoph Friedrich Nietzsche in Turin den geschundenen Gaul eines Kutschers umarmt und darauf einen Zusammenbruch erlitten haben soll.

## Werke
- Wer lebt glücklich in Russland? 1863 und 1877, deutsch unter dem Titel "Wer lebt in Russland froh und frei", Nachdichtung von Christine Hengevoß, Mitteldeutscher Verlag, Halle/Saale 2016, sowie unter dem Titel "Wer lebt gut im Russenland"[3], in Verse übersetzt von Alfred Anderau, Neopubli GmbH, Berlin 2022, ISBN 978-3-754979-69-3.
- Gedichte und Poeme. 2 Bde. Hg. v. Gerhard Dudek. Nachdichtung v. Martin Remané (Bd. 1) bzw. Martin Remané u. Rudolf Seuberlich (Bd. 2). Berlin/Weimar: Aufbau, 1965
- (Hrsg.) Physiologie von Petersburg (Физиология Петербурга), 1845 (russ.)
- (Hrsg.) Petersburger Sammelband (Петербургский Сборник), 1846 (russ.)